# Вулька (Сілезьке воєводство)
Вулька (пол. Wólka) — село в Польщі, у гміні Конецполь Ченстоховського повіту Сілезького воєводства.
Населення — 60 осіб (2011).
У 1975—1998 роках село належало до Ченстоховського воєводства.

## Демографія
Демографічна структура станом на 31 березня 2011 року:
|          | Загалом | Допрацездатний вік | Працездатний вік | Постпрацездатний вік |
| -------- | ------- | ------------------ | ---------------- | -------------------- |
| Чоловіки | 31      | 2                  | 24               | 5                    |
| Жінки    | 29      | 3                  | 13               | 13                   |
| Разом    | 60      | 5                  | 37               | 18                   |